# Astérix y el caldero
Astérix y el caldero es una historieta de Astérix el Galo, publicada por primera vez en Francia en la revista Pilote, el 31 de octubre de 1968. Fue publicada en Francia como el álbum número trece de Astérix en 1969, con una tirada original de 1.100.000 ejemplares.[cita requerida]

## Resumen de la trama
El jefe galo Moralelástix, quien tiene tratos comerciales con los romanos, pero como decían los colaboracionistas, les cobra el doble, encomienda a Astérix el cuidado de un caldero lleno de sestercios, para que el dinero no caiga en manos del recaudador de impuestos de Roma. 
El dinero es robado, y queda solamente el caldero vacío con aroma de sopa de cebolla. Como la situación compromete el honor de la aldea frente a otro jefe galo, Astérix es desterrado, y seguirá en el destierro hasta que devuelva el dinero desaparecido. Obélix se autodestierra y acompaña a su amigo para llenar el caldero de dinero nuevamente y reparar su falta.
Astérix y Obélix intentan recuperar el dinero sin éxito y de diversas formas, entre ellas, machacando a los piratas, que por una vez estaban intentando establecer un negocio honrado mediante la conversión de su barco en un restaurante. El dúo recurre también a la venta de jabalíes, a la lucha, al teatro, a las apuestas en las carreras de carros e incluso intentan atracar un banco, pero se ha quedado sin fondos porque los romanos han subido los impuestos. Buena parte de la historia se desarrolla en lo que hoy se llama Rennes.
Al final, se encuentran con un recaudador de impuestos romano, al que le quitan el dinero, pero cuando se disponen a llevárselo a Moralelástix, Astérix nota un olor sospechoso en las monedas. El caldero se había utilizado previamente para preparar sopa de cebolla, y las monedas que el recaudador acaba de cobrar tienen ese olor.
Astérix y Obélix se dirigen a la aldea de Moralelástix, que se encuentra junto a un acantilado en la costa. Astérix se enfrenta con él, porque ha robado su propio dinero, ha pagado los impuestos a los romanos para seguir teniendo buenas relaciones con ellos y ha utilizado a Astérix para guardarlo y para recuperarlo. Se desata una pelea entre Obélix y los aldeanos y entre Astérix y el jefe de ellos, que termina con el caldero del dinero cayendo por el acantilado, con lo que concluye la escena. 
Sin embargo, el dinero cae en el barco de los piratas, que por una vez acaban la aventura con un final feliz. Astérix y Obélix vuelven a su aldea triunfantes.
Según el acantilado dibujado, la aldea de Moralelástix podría estar en la Costa de Alabastro (Côte d'Albâtre).

## Caricaturas de famosos
- Como parte del público que asiste a la obra de teatro, se ve a los lados del prefecto a Goscinny un poco a su izquierda y a Uderzo justo a su derecha.
- El actor que los acoge en el teatro es una caricatura del actor Laurent Terzieff.

- El cobrador de impuestos es una caricatura de Valéry Giscard d'Estaing, que entonces era el ministro de finanzas de Francia, y después sería presidente de ese país. Los bocadillos correspondientes al personaje son gramatical, semántica y gráficamente paródicos del lenguaje administrativo, del estilo de los cuestionarios de preguntas cerradas y en batería.